# 判官爵德
喬瑟夫·爵德判官（英語：Judge Joseph Dredd），通稱判官爵德（英語：Judge Dredd，或譯作特警判官），是一名由作家約翰·華格納和藝術家卡洛斯·埃斯克拉共同創作的虛構角色。該角首次登場於英國漫畫《公元2000年》（1977年）的第二期刊號，這是一本每週選集的漫畫雜誌。
喬瑟夫·爵德是反烏托邦未來城市巨城一號的執法人員及審判官，該城市坐落於整個美國東岸。爵德本身是名「街頭判官」，有權立即逮捕、定罪、判刑及處決罪犯。
在英國，當對警察國家、威權主義及法治議題進行探討時，有時會引用到爵德和他的角色名「判官爵德」。
判官爵德是該雜誌歷史最悠久的角色，除了擁有廣大的知名度和粉絲外，還陸續現身於數部改編電影、電子遊戲、小說及桌上遊戲中。如在1995年改編電影《超時空戰警》中，判官爵德由席維斯·史特龍飾演，且之後由卡爾·厄本在2012年電影《超時空戰警3D》中詮釋該角。2017年5月，據報導，獨立娛樂製片公司IM Global和Rebellion將合作推出名為《判官爵德：巨城一號》（Judge Dredd: Mega-City One）的真人電視劇。

## 外部連結
- Judge Dredd on IMDb
- 互联网电影数据库（IMDb）上《Dredd》的资料（英文）
- Judge Dredd, The Guardian, 2002-03-05
- Big Finish Productions 2000AD page（页面存档备份，存于）
- BBC Cult 2000AD comics page（页面存档备份，存于）
- BBC Cult 2000AD audio page（页面存档备份，存于）
- Judge Dredd boardgame page at BoardGameGeek（页面存档备份，存于）
- Block Mania boardgame page at BoardGameGeek（页面存档备份，存于）
- Dredd: The Card game details